# In caduta libera
In caduta libera è il secondo album in studio del gruppo musicale e cabarettistico italiano I Gatti di Vicolo Miracoli, pubblicato nel 1975 da CBS.

## Descrizione
L'album è il primo inciso dalla formazione a quattro che contempla Jerry Calà, Nini Salerno, Franco Oppini, Umberto Smaila, dopo la fuoriuscita di Gianandrea Gazzola e Spray Mallaby. Nell'album appaiono tuttavia ancora nuove tracce scritte da Smaila assieme a Gazzola, unitamente ad altre composte da Smaila e Salerno - che inizia a comparire come autore da questo album in poi - o Arturo Corso e una canzone composta assieme a Franco Califano. Il brano Quanto vale un uomo, qui accreditato a Nini Salerno e Umberto Smaila, è in realtà il brano 2 Milioni di marchi, già pubblicato nel precedente LP I Gatti di Vicolo Miracoli, dove però veniva accreditato a Gazzola e Smaila.
L'album è stato prodotto da Arturo Zitelli e Achille Manzotti, gli arrangiamenti e la direzione d'orchestra sono di Renato Angiolini, mentre le note di copertina sono state scritte da Maurizio Costanzo.
Il disco, pubblicato da CBS nel 1975 con numero di catalogo 69233, è stato ristampato in edizione economica da Record Bazaar nel 1978 con numero di catalogo RB 190.
Nel 1977 il brano In caduta libera è stato pubblicato come retro del singolo Una città, sigla della trasmissione televisiva Gioco città, che li vedeva ospiti.

## Critica
(Maurizio Costanzo)

## Tracce
Lato A
1. Quanto vale un uomo – 3:08 (Nini Salerno, Umberto Smaila)
2. Buona terra (Le stagioni in campagna) – 3:44 (Nini Salerno, Umberto Smaila)
3. Uomini, bambini, angeli – 2:23 (Arturo Corso, Umberto Smaila)
4. La leggenda della donna – 2:59 (Arturo Corso, Umberto Smaila)
5. Padroni di noi stessi – 2:33 (Arturo Corso, Umberto Smaila)
6. Dedicata al Veneto – 2:51 (Gianandrea Gazzola, Umberto Smaila)

Lato B
1. Un amico in più – 3:50 (Franco Califano, Umberto Smaila)
2. Quando nuovi occhi – 3:23 (Gianandrea Gazzola, Umberto Smaila)
3. In caduta libera – 2:48 (Arturo Corso, Umberto Smaila)
4. Vittoria! – 2:49 (Nini Salerno, Umberto Smaila)
5. È il momento di pensare – 4:26 (Nini Salerno, Umberto Smaila)

## Formazione
- Jerry Calà
- Nini Salerno
- Franco Oppini
- Umberto Smaila

## Edizioni
- 1975 - In caduta libera (CBS, 69233, LP)
- 1978 - In caduta libera (Record Bazaar, RB 190, LP)